# Kaizer Chiefs Football Club
El Kaizer Chiefs Football Club és un club de futbol sud-africà de la ciutat de Soweto.

## Història
El club va ser fundat el 7 de gener de 1970 a Soweto, Johannesburg, després del retorn de Kaizer "Chincha Guluva" Motaung dels Estats Units on jugà de davanter als Atlanta Chiefs de la North American Soccer League (NASL).

## Palmarès
- Premier Soccer League:[3]

2003–04, 2004–05, 2012–13, 2014–15
- National Soccer League:[3]

1989, 1991, 1992, 1996
- National Professional Soccer League:[3]

1974, 1977, 1979, 1981, 1984
- MTN 8:[4]

1974, 1976, 1977, 1981, 1982, 1985, 1987, 1989, 1991, 1992, 1994, 2001, 2006, 2008, 2014
- Telkom Knockout:[4]

1983,1984, 1986, 1988, 1989, 1997, 1998, 2001, 2003, 2004, 2007, 2009, 2010
- Nedbank Cup:[4]

1971, 1972, 1976, 1977, 1979, 1981, 1982, 1984, 1987, 1992, 2000, 2006, 2012–13
- Recopa africana de futbol:

2001